# Armani Ginza Tower
Armani Ginza Tower, o nota anche semplicemente come Ginza Tower, è un edificio situato a Tokyo progettato da Massimiliano Fuksas e realizzato dalla Arup di proprietà del gruppo Armani, utilizzato da quest'ultimo come sede per negozi e altri esercizi commerciali dallo stilista italiano.
Inaugurato il 7 novembre 2007 e alto 57 metri, ha al suo interno 12 piani su una superficie calpestabile di 7370 m².